# Cormófita
Plantas com estrutura verdadeira: folha, caule e raíz.
Tem a forma de cormo. Outro sinônimo utilizado para Embriófitas. Este termo é comumente empregado para fazer distinção com o grupo das algas.
Este adjetivo serve como divisor de águas para o grupo das Briófitas para as Pteridófitas, que ao contrário da primeira, tem tecido verdadeiro(Possui vasos condutores).